# 达维特·菲卡杜
达维特·菲卡杜（Dawit Fikadu，1995年12月29日—），巴林男子田径运动员，主攻长跑，2019年亚洲田径锦标赛男子10000米金牌得主、2021年阿拉伯田径锦标赛男子10000米金牌得主、2022年亚洲运动会男子5000米铜牌得主。